# سوان مالیکیان
سوان مالیکیان (ارمنی: Սևան Մալիկյան؛ زادهٔ ۴ سپتامبر ۱۹۷۲) یک نقاش ارمنی‌تبار اهل انگلستان است.

## زندگی‌نامه
در ۴ سپتامبر ۱۹۷۲ در لندن به دنیا آمد .

## نمایشگاه‌ها
- Riverside Studios, Brick Lane Gallery and Mall Galleries, لندن (shortlisted for the Diana Brooks Prize)
- Fine Art Company Inc London, Group Show Selected Works, ۲۰۰۵
- Brick Lane Gallery London, Group Show Figurative paintings, ۲۰۰۶
- Fine Art Company Inc London, Group Show Selected Works, ۲۰۰۷
- Aspelia Gallery, لارناکا، ۲۰۰۸[۱]
- “Painting within”, Kypriaki Gonia Gallery, لارناکا، ۲۰۱۱
- Passage Through Abstraction, Gloria Gallery, نیکوزیا، ۲۰۱۴
- Cornaro Art Institute, New paintings, لارناکا، ۲۰۱۶